# 荒巻禎一
荒巻 禎一（あらまき ていいち、1931年（昭和6年）7月22日 - ）は、日本の政治家、弁護士。元京都府知事。

## 経歴
旧制福岡県中学修猷館（現・福岡県立修猷館高等学校）4年修了、旧制福岡高等学校1年修了、九州大学法学部卒業
- 1953年 - 21歳で司法試験合格
- 1954年 - 自治省入省、熊本県総務部勤務
- 1958年 - 長崎県総務部地方課長補佐
- 1959年 - 長崎県総務部文書広報課長
- 1961年 - 長崎県総務部地方課長
- 1963年 - 京都府教育委員会事務局管理課長
- 1965年 - 自治省行政局公務員課長補佐
- 1968年 - 静岡県総務部財政課長
- 1971年
  - 自治省大臣官房調査官
  - 京都府総務部長
- 1974年 - 国土庁長官官房参事官
- 1975年 - 国土庁地方振興局総務課長
- 1977年 - 消防庁総務課長
- 1978年 - 28年間の革新府政の蜷川虎三が引退。革新から府政を奪還した林田悠紀夫知事の下で京都府副知事（第1期時のもう一人の副知事は野中広務。）を務める。
- 1986年4月、京都府知事選挙で初当選、以降4期に亘り務める（2002年4月まで）。その間、計7年余り全国知事会副会長を務める。
- 2003年 - 2018年 公益財団法人京都文化財団理事長兼京都文化博物館館長、勲一等瑞宝章受章[1]
- 2008年 - 2016年 京都府公立大学法人理事長
- 2008年 - 2011年 九州大学関西同窓会会長[2]
- 2011年 - 九州大学関西同窓会名誉会長
- 2018年 - 京都文化博物館名誉館長[3]

## 施策
- 副知事時代は、野中とともに林田知事を支えた。永年の革新府政からの移行を野中は大胆な役割で、荒巻は慎重かつ堅実な役割で進めた。
- 知事任期中は、「豊かさの実感できる府政」、「地域の均衡ある発展」、「安心・安全」で「公平・公正」な行政を唱え、昭和から平成へ、20世紀から21世紀へと時代の節目を刻み、平安建都1200年記念事業として京都迎賓館を誘致した。
- また、関西文化学術研究都市、日吉ダムの建設や京都縦貫自動車道の整備、JR嵯峨野線（山陰本線）や奈良線の複線電化、舞鶴線や北近畿タンゴ鉄道電化による『京都縦断鉄道構想』の実現、ナホトカ号重油流出事故処理等に尽力する。
- 2巡目トップの京都国体、全国植樹祭、全国豊かな海づくり大会など、地方三大行事を誘致した。
- ダイアナ妃、ブッシュ大統領（父）、ゴルバチョフ大統領、鄧小平副首相等世界のリーダーの入洛を接遇した。
- 地元自治体首長を代表して地球温暖化防止京都会議支援実行委員会会長を務め、地球温暖化防止京都会議の成功に貢献した。朝日新聞の取材に、アル・ゴア前アメリカ合衆国副大統領のノーベル平和賞受賞について「『京都議定書』の名前が歴史に残ったのはゴアさんのおかげ。今までどおり、環境問題や平和活動に取り組んでほしい。京都はゴアさんを忘れません」と答えた。
- 京野菜の振興・普及に努め、京都府産の丹波黒豆を「紫ずきん」と命名した。
- 2002年、勲一等瑞宝章を授与された。

## 役職一覧
- 京都文化財団理事長（京都文化博物館館長）、京都府公立大学法人理事長、全国神社総代会副会長（京都府神社総代会長）、京都造形芸術大学こども芸術大学顧問等
- 司法試験合格していたが司法修習していなかった。2007年、75歳にして弁護士資格を得て開業。

## 家族
- 荒巻隆三京都府議会議員（元宏池会代議士）は、三男。
- 妻の父は元長崎県知事の佐藤勝也。長崎県出向時の上司で旧制福岡高校（現九州大学）及び自治省（内務省）の先輩でもある。